# Departamento de Logone-et-Chari
Logone-et-Chari es un departamento de la región del Extremo Norte de Camerún, ubicado en el punto extremo nordeste del país. En noviembre de 2005 tenía una población censada de 486 997 habitantes.
Está formado por los siguientes municipios:
- Blangoua50,398
- Darak 23,901
- Fotokol 36,893
- Goulfey 58,117
- Hile-Alifa 18,425
- Kousséri 101,246
- Logone-Birni 52,589
- Makary 104,843
- Waza 15,013
- Zina 25,572